# Brenda Romero
Brenda Louise Romero (z domu Garno, wcześniej jako Brenda Brathwaite, ur. 12 października 1966) – amerykańska projektantka gier komputerowych. Urodzona w Ogdensburgu, Nowym Jorku, jest absolwentką Uniwersytetu Clarksona. Romero najbardziej znana jest z pracy nad serią Wizardry oraz The Mechanic is the Message. W przemyśle gier komputerowych jest od 1981 roku, a jej nazwisko figuruje na liście twórców 49 różnych tytułów.
Na potrzeby Wizardry, Romero zajmowała się projektowaniem poziomów, zaprojektowała system, pisała oraz skryptowała. Napisała także podręczniki i dokumentację do poszczególnych produktów serii. Utworzyła teksty oraz dokumentację do wielokrotnie nagradzanej serii Jagged Alliance. Współpracowała również przy licznych znanych tytułach takich jak Def Jam: Icon, Playboy: The Mansion czy Dungeons & Dragons: Heroes.

## Kariera
Brenda swoją karierę w przemyśle gier komputerowych rozpoczęła w 1981 roku u amerykańskiego producenta oraz wydawcy Sir-Tech, Inc., gdzie dołączyła do zespołu tworzącego Wizardry. Wstępnie pracowała jako tester, następnie awansowała dzięki designowi i tworzeniu zawartości do pozycji głównego designera wielokrotnie nagradzanej serii. W trakcie pracy w Sir-Techu, Romero pracowała także przy Jagged Alliance i Realms of Arkania. Po 18 latach spędzonych u wydawcy przeniosła się do Atari, gdzie tworzyła serię Dungeons & Dragons na konsole, następnie w 2003 roku ponownie zmieniła pracodawcę na Cyberlore Studios, gdzie uczestniczyła w pracy nad grą Playboy: The Mansion. Badania, jakie przeprowadziła wtedy na potrzeby gry Brenda zostały ostatecznie opublikowane w jej książce Sex in Video Games.
W 2007 Romero okrzyknięta została jedną ze 100 najbardziej wpływowych kobiet w przemyśle gier komputerowych magazynu „Next Generation”. „Nerve” określił ją mianem „nowego radykała” – jedną z „50 artystów, aktorów, autorów, aktywistów oraz ikon, które sprawiają, że świat staje się bardziej stymulujący”. W 2009 „Next Generation” nazwał ją kobietą z najdłuższym nieprzerwanym stażem pracy w przemyśle gier komputerowych.
Brenda do listopada 2009 roku zasiadała jako przewodnicząca wydziału Interactive Design and Game Development w szkole Savannah College of Art and Design. Następnie przeniosła się do San Francisco gdzie jako dyrektor kreatywny była konsultantką firmy mediów społecznościowych Slide, Inc., a w maju 2010 roku została również dyrektorem kreatywnym firmy produkującej gry na media społecznościowe Lolapps, Inc.